# Покоњи Дол
43° 09′ 24″ N 16° 27′ 11″ E / 43.15667° С; 16.45306° И
Покојни Дол је острвце у хрватском дијелу Јадранског мора. Налази се у групи Паклених отока у средњој Далмацији око 0,5 km јужно од острва Хвар и око 1,3 km источно од острва Свети Јеролим. Његова површина износи 0,017 km², док дужина обалске линије износи 0,47 km. Највиши врх је висок 11 m. На острвцу се налази свјетионик саграђен 1872. године домета 10 наутичких миља. Административно припада Граду Хвару у Сплитско-далматинској жупанији.